# Lödöse museum
Lödöse museum i Lödöse i Lilla Edets kommun är ett arkeologiskt museum som ingår i Västra Götalandsregionens gemensamma förvaltning för natur- och kulturarvsfrågor, Kulturförvaltningen. Det visar fynd från utgrävningar av den medeltida staden Lödöse, som var Sveriges första hamnstad mot väster och Göteborgs tidigaste föregångare.

## Historia
Lödöse var under medeltiden en av Sveriges mest betydande hamnar. Den medeltida staden räknas som den första av nuvarande Göteborgs föregångare.
I början av 1960-talet byggdes samhället i Lödöse ut med flera nya bostadsområden inom området för medeltidsstaden. Ett rikt fyndmaterial på över 150 000 fynd från den medeltida staden grävdes då fram av Riksantikvarieämbetet. För att kunna visa upp delar av fynden inrättades 1965 Lödöse museum i en källarlokal. Denna blev snabbt för liten, och ersattes 1994 av den nuvarande museibyggnaden, som i stil hintar till den medeltida bebyggelsen, fast i moderna material och med större proportioner.
Museet har utställningar med föremål från den medeltida staden som belyser livet av dåvarande invånarna. Andra permanenta utställningar belyser arkeologins arbetsmetoder och tolkningar samt utvecklingen av sjöfarten på den närbelägna Göta älv i nyare tid. Utanför finns det en "örtagård" som också ingår i museets verksamhet.
Sommaren 2011 flyttades det kommunala Lödöse bibliotek till museibyggnaden, som därvid fick det nygamla namnet Lödösehus.
Bland de evenemang som förekommer i anslutning till museet märks speciellt de historiska skådespel som har framförts på friluftsscenen Ljudaborg bakom museet. Åren 1994–2009 spelades där i juni det historiska skådespelet Vid Ljuda Os. Det arrangerades av Studieförbundet Vuxenskolan och framfördes av ett 70-tal amatörskådespelare. Det handlade om händelser under kung Magnus Erikssons regeringstid på 1300-talet. Efter ett avbrott på grund av uteblivna anslag återupptogs 2013 traditionen med skådespel baserade på händelser i Lödöses medeltida historia, men nu med nyskrivna texter.
I anslutning till teaterföreställningarna anordnas Lödöse medeltidsmarknad med försäljning och demonstration av vikingatida och medeltida hantverk, underhållning och uppträdanden.